# ОШ „Соња Маринковић” Нови Сад
ОШ „Соња Маринковић” једна је од основних школа у Новом Саду. Налази се у улици Пушкинова 28. Назив је добила по Соњи Маринковић, револуционарки, учесници Народноослободилачке борбе и народном хероју Југославије. 

## Историјат
Године 1892. је на углу Немачке и Љубљанске улице основана четворогодишња школа „Мита Нешковић” која је радила до 1941, а за време окупације је прерасла у основну школу са мађарским наставним језиком. По ослобођењу, она наставља са радом све до доношења Закона о обавезном формирању осмогодишњих школа, када се припаја основној школи „Бранко Радичевић”. Основна школа „Соња Маринковић” је основана 30. септембра 1959, а исте године је издато и Решење за изградњу новог школског објекта у ком је настава почела 15. септембра 1960. Свој двојезични карактер наставе, на српском и мађарском наставном језику, школа добија одмах са поновним оснивањем. За постигнуте резултате у низу васпитно-образовних активности и сарадње са друштвеном средином, школа је добијала низ признања, а међу најзначајнијим је Октобарска награда Новог Сада 1977. године, као и награда „Ђорђе Натошевић“ 2014. коју је школа добила за изузетне резултате остварене применом савремених метода у образовно-васпитном раду. Међу првима у граду је основала педагошко–психолошку службу. Проглашена је за модел-школу за инклузивно образовање, а у области професионалне оријентације има статус менторске школе. Спољашњим вредновањем, које је обављено у фебруару 2014. године, утврђено је да је школа остварила све стандарде квалитета рада образовно-васпитних установа и од стране Школске управе Нови Сад оцењена је највишом оценом четири. Од 2010. школа располаже са двадесет и две учионице од којих је за кабинетску наставу предвиђено тринаест учионица, а данас располаже са 3334m². Садрже читалачки клуб и риболовачку секцију.